# 木本建治
木本 建治（きもと けんじ、1940年12月21日 - 1996年12月29日）は、日本の元ラグビー選手、同指導者。

## プロフィール
- 愛媛県出身。
- 現役時代の主なポジションはスタンドオフ(SO)。
- 160cm程度の身長であったが、低く鋭いタックルは百発百中であった。その妥協のない姿勢から”鬼のキモケン”の異名が定着した。
- 早大監督時代、ハンドリングミスの目立つ選手を見たことで、キャッチングを矯正する用具”枕ボール”（楕円形ではなく円柱のボールをメーカーに特注して作らせたもの）を考案した。

## 来歴
新田高等学校を経て、早稲田大学（以下、早大）へ進む。

### 「番狂わせ」演じる
1962年度、早大は関東大学ラグビー対抗戦（以下、対抗戦）において、二部に相当するBブロック転落を余儀なくされたシーズンを迎えた。低迷するチーム事情をかんがみ、大西鐡之祐が監督に就任、そして同年度の主将に木本が命じられた。『大西・木本体制』で挑んだ1962年度シーズン、早大はBブロックで完全優勝を果たした後、12月2日の早明戦で、北島治彦（北島忠治の息子）が主将を務める対抗戦Aブロック優勝の明治大学（以下、明大）を17－8で破るという番狂わせを演じた。これを機に、対抗戦は同年限りでABブロック制を廃止することになった。
卒業後、横河ヒューレット・パッカード（現 日本ヒューレット・パッカード）に入社。1969年、第1回のアジアラグビーフットボール大会の日本代表選手に選出され、同大会で2試合に出場したものの、いずれもキャップ対象試合でなかったため、代表キャップは獲得していない。同年、早大監督に就任したが、1シーズンで退任した。ちなみにその当時の監督時代に、入部を躊躇っていた宿澤広朗を入部させている。

### 16年振りに早大日本一
1986年度シーズン、2度目となる早大監督に就任。早大が弱体化した頃、一般には「FWが弱い」と言われていたが、木本はBKが弱いと分析。FWに適性テストを課してコンバートさせるなど、BK強化に尽力した。パスが苦手で縦突進とタックルを繰り返す不器用な選手であった藤掛三男の才能を開花させたのは木本の功績と言われる。それまで大舞台の前に行われていた部内試合を廃止するなど怪我防止を図る一面もあった。就任初年度は早大は優勝を逃したが、悔しい酒を痛飲して合宿所で眠り込んでいた部員を夜明け頃に叩き起こし、服を脱いで自ら冷水をかぶることでチームを鼓舞し、選手一同も揃って水をかぶったたという逸話が残っている。翌1987年度シーズン、堀越正巳、今泉清の2人の1年生をレギュラーに抜擢し、『雪の早明戦』として語り継がれる12月6日早明戦を10－7で撃破し、早大の5年ぶりの対抗戦優勝をもたらした。続く全国大学ラグビーフットボール選手権大会（以下、大学選手権）でも、京都産業、大阪体育、同志社の関西3チームを撃破し、11年ぶりの同大会制覇をもたらした。そしてこの勢いは、1988年1月15日開催の日本ラグビーフットボール選手権大会（日本選手権）でも続き、同大会初出場となった東芝府中（現 東芝ブレイブルーパス）を22－16で破り、16年ぶり4度目の同大会優勝を果たした。また、同シーズン限りで早大監督を退任した。
日本選手権優勝時のフィフティーン
- 1988年1月15日 国立競技場

| 番号 | 選手名     | 学年 | 出身校       |
| ---- | ---------- | ---- | ------------ |
| 1    | 永田隆憲   | 4年  | 筑紫         |
| 2    | 森島弘光   | 2年  | 日川         |
| 3    | 頓所明彦   | 4年  | 巻           |
| 4    | 弘田知巳   | 4年  | 早実         |
| 5    | 篠原太郎   | 3年  | 筑紫         |
| 6    | 神田識二朗 | 4年  | 福岡         |
| 7    | 清田真央   | 3年  | 神戸         |
| 8    | 清宮克幸   | 2年  | 茨田         |
| 9    | 堀越正巳   | 1年  | 熊谷工       |
| 10   | 前田夏洋   | 2年  | 修猷館       |
| 11   | 今泉清     | 1年  | 大分舞鶴     |
| 12   | 今駒憲二   | 4年  | 生田         |
| 13   | 藤掛三男   | 1年  | 佐野         |
| 14   | 桑島靖明   | 4年  | 石神井       |
| 15   | 加藤進一郎 | 4年  | 國學院久我山 |

※太字はキャプテン

### 下馬評覆した早明戦での勝利
1995年度シーズン、早明戦で4連敗中と、低迷の兆しが現われていたことから、体調不良が囁かれながらも、3度目の早大監督に就任。そして同年12月3日に行われた早明戦では、大方の予想を覆して明大を20－15で破り、6年ぶりに早大は早明戦で勝利した。しかし大学選手権では、決勝で明大に9－43で完敗。そしてこれが、木本にとって最後の采配試合となった。
1996年12月29日死去。56歳没。